# バラノフスキー・ハサン鉄道
バラノフスキー・ハサン鉄道（ロシア語:Барановский - Хасан магистраль）はロシア連邦沿海地方のバラノフスキー駅とハサン駅を結ぶ全長240kmの鉄道である。ハサン駅からは朝鮮民主主義人民共和国羅先特別市の豆満江駅に直通しているほか、マハリノ(Махалино)駅からは中国吉林省延辺朝鮮族自治州の琿春南駅への支線も存在する。

## 歴史
1938年に関東軍による張鼓峰事件が発生したことにより、シベリア鉄道のバラノフスキー駅からクラスキノ(Краскино、現在は廃止)駅までの190kmの鉄道が建設され、1941年に完成した。第二次世界大戦終了後の1951年9月28日には豆満江の河口付近にあるハサン駅まで延伸された。1952年には豆満江に木製の簡易橋が架けられ、朝鮮民主主義人民共和国との鉄道と接続した。なお、この木製橋は1959年8月9日には鉄橋に架け替えられ、朝鮮・ロシア友情橋（ロシア語: Мост Дружбы、中国語: 朝俄国境友谊桥、朝鮮語: 우정의 다리/友情의 다리）と呼ばれる。
この鉄橋は高度が低いため、中国領内の防川港から日本海に出るにあたって障壁となり、日本海で漁を行う大型漁船と新潟市との間の国際貨客船が運航できない状態であった。1990年代に中国の提案により国連開発計画（UNDP）主導で始まった「豆満江開発計画」以来、中国側はロシアと北朝鮮の両国に鉄橋を改造するように一貫して主張し続けてきた。しかし、政治的な理由からロシア・北朝鮮の両国は未だに同意していない。
2009年から2011年にかけて両国の国境から羅津港にかけての54kmの改良工事が行われ、2011年10月13日に完成し、2013年9月22日に完成式典が行われた。

## 朝鮮民主主義人民共和国との国際列車
走行距離10267kmを誇るモスクワ - 平壌間の国際列車は2週間に1回、モスクワ - ウラジオストク間の100Щ列車の後部に連結される。北朝鮮国籍の乗務員と車掌が乗車し、ウスリースクからは652次列車の名でハサン方面に向かう。4線軌道になっている豆満江鉄橋を通過した後、広軌から標準軌に切り替わり、豆満江駅 -平壌駅間は8次列車の名で運行される。時刻表上では9日間、実際には10〜11日間にもわたり走行を続ける。この他、平壌 - ハバロフスク間の列車が月に1回、モスクワ - 豆満江駅の列車が毎週1便直通列車（ウスリースクまではロシア号の後部に連結）が運行されている。
前身の列車はロシア鉄道が運行していたモスクワ - 満洲里 - 瀋陽 - 丹東 - 新義州 - 平壌間の国際列車である。週に1便、モスクワ - 北京間のK19/20次列車に併結され、瀋陽駅で切り離されて北京 - 平壌間のK27/28次国際列車の後部に連結されていた。 1955年2月1日に中国とソ連の鉄道部代表がハルビンでモスクワ - 平壌間の直通列車に関する問題を協議していた記録がある。平壌行きの列車は常に遅れが生じて瀋陽での取り扱いが困難であることから中国側は廃止を主張したが、北朝鮮側は断固として反対した。2010年12月20日には中露朝3ヶ国で協定が結ばれ、その日からK19/20次列車およびK27/28次列車の編成にモスクワ - 平壌間の列車は併結されなくなった。

## 駅一覧
- 本線
  - バラノフスキー駅(Барановский) - オレネヴォド駅(Оленевод) - セノコスカヤ駅(Сенокосная) - ヴェネヴィチノ駅(Виневитино) - プロヴァロヴォ駅(Провалово) - バルソヴィ駅(Барсовый) - プリモルスカヤ駅(Приморская) - ケドロヴィ駅(Кедровый) - ポジャルスキー駅(Пожарский) - レビャジエ・ヴォストチナエ駅(Лебяжье-Восточное) - バムブロヴォ駅(Бамбурово) - ポイマ駅(Пойма) - リャザノフカ駅(Рязановка) - スハノフカ駅(Сухановка) - グヴォスデヴォ駅(Гвоздево) - マハリノ駅(Махалино) - ハサン駅(Хасан) （→ 豆満江・平壌方面）

- 支線
  - バムブロヴォ駅(Бамбурово) - ブリュヘル駅(Блюхер)
  - スハノフカ駅(Сухановка) - スハノフカ輸出港駅(Сухановка-Экспорт)
  - グヴォスデヴォ駅(Гвоздево) - ポシェト駅(Посьет)
  - マハリノ駅(Махалино) - カムィショヴァヤ駅(Камышовая)（→琿春・図們・長春方面）